# Domingo Jhonny Vega Urzúa
Domingo Jhonny Vega Urzúa més conegut com a Américo, anteriorment Américo Jr, (Arica, Xile, 24 de desembre de 1977), és un cantant de música tropical xilè. Es feu conegut per ser líder de la banda Américo y la Nueva Alegría (Américo i la Nova Alegria), per la qual cosa llançaria la seva posterior carrera com a solista. És fill del també cantant de boleros Melvin "Corazón" Américo, que canta a duo amb la seva esposa Marcela Toledo. És el menor de vuit germans.

## Discografia
| Any  | Títol de l'àlbum           |
| ---- | -------------------------- |
| 1988 | La Plegaria De Un Niño     |
| 1994 | Tropicalmente Américo      |
| 2004 | Por Una Mujer              |
| 2008 | Así Es                     |
| 2008 | A Morir                    |
| 2010 | Yo Soy                     |
| 2011 | Yo Sé                      |
| 2013 | Américo de América         |
| 2014 | Por siempre (recopilatori) |
| 2017 | Américo                    |
| 2019 | Soy cumbia                 |
| 2021 | Por ellas                  |